# 連鑛
連鑛（1495年—1553年），字伯金，號白石，改號明山，直隶永平府永年县人，民籍。明朝進士、官员。

## 生平
嘉靖元年（1522年）壬午科順天府鄉試舉人，嘉靖五年（1526年）丙戌科第三甲第79名進士，考选庶吉士，六年十一月除授山东日照知县，改广德州建平县知县，九年八月平定虞顺之乱，十三年擢升户部主事，督理易州倉廠，又掌崇文門稅。十四年十一月改任山西道监察御史，十五年巡视陕西茶马，改浙江道御史，十九年巡按山西，二十二年八月升浙江按察司副使，二十六年升河南左参政，二十八年升湖广按察使，二十九年升湖广右布政使，不久改任浙江左布政使，三十年三月升都察院右副都御史、總理河道，三十一年改任總督漕運兼巡撫鳳陽右副都御史，三十二年六月因坐地方災盜，隐匿不報，贬外任，後致仕归乡，途中病发，同年十月卒于家，年五十九，賜祭葬。著有《明山疏稿》、《燕山漫藁》。

## 家族
原籍山西襄垣縣人，先祖連威徙廣平府永年縣，高祖連友文、曾祖連旺、祖父連玘，以伯父連盛貴贈文林郎監察御史。父連茂，以子貴贈文林郎監察御史；母李氏贈太孺人。